# Unter-Flockenbach
Unter-Flockenbach ist der zentrale Ortsteil der Gemeinde Gorxheimertal im südhessischen Landkreis Bergstraße und Sitz der Gemeindeverwaltung. Im Norden der Gemarkung liegt der historische Weiler Eichelberg, heute „Eichelberger Höfe“ genannt.

## Geographie
Unter-Flockenbach liegt im Odenwald ca. 15 km südöstlich von Heppenheim am Grundelbach. Der Gundelbach entspringt südlich von Oberflockenbach und durchfließt die Ortsteile von Gorxheimertal, bevor er in Weinheim in die Weschnitz mündet. Das Gebiet des Ortsteils besteht aus der Gemarkung Unter-Flockenbach mit einer Fläche von 294 Hektar, davon sind 113 Hektar Wald. Die Gemarkung und teilweise auch die Ortslage reicht im Süden bis an die Landesgrenze von Hessen nach Baden-Württemberg. Die Ortslage befindet sich auf 177 bis 310 m ü. NHN und der höchste Punkt der Gemarkung ist der 409 m hohe Steinkopf im Norden der Gemarkung. In der Gemarkung liegen die folgenden aktuellen bzw. historischen Siedlungsplätze:
- Hof Am Gängelbach[3]
- Gehöftgruppe Eichelberger Höfe[4]
- Kloster Schwestern von der göttlichen Vorsehung[5]

An den Ortsteil Unter-Flockenbach grenzen, von Norden beginnend, im Uhrzeigersinn, der Birkenauer Ortsteil Buchklingen, im Osten Gorxheimertal-Trösel, im Süden und Westen die Weinheimer Stadtteile Wünschmichelbach, Oberflockenbach, Ritschweier sowie des Gorxheimtaler Gorxheim. Durch den Ort verläuft die Landesstraße,  die von Weinheim über Gorxheim kommend weiter über Trösel nach Unter-Abtsteinach verläuft. In der Ortslage zweigt die Kreisstraße K 16 nach Süden zu dem Weinheimer Stadtteilen Oberflockenbach ab.

## Geschichte

### Von den Anfängen bis zum 18. Jahrhundert
Die erste Erwähnung des Ortes findet sich nach 900 als Flockenbah bzw. Flockenbach im Lorscher Codex, einem Besitzverzeichnis der Abtei Lorsch. Eine erste genaue Datierung erfolgte in den Monumenta Germaniae Historica mit 1012 unter dem Namen Fluchenbach.
1267 wird erstmals ein Burggraf auf der Starkenburg (über Heppenheim) genannt, der auch das „Amt Starkenburg“, zu dem Unter-Flockenbach zählte, verwaltete. 1370 bewilligte Pfalzgraf Ruprecht I. dem Heinrich von Steyneklingen, das Dorf (Ober- und Unter-) Flockenbach an den Ritter Kleinheinrich von Erleheim für 500 fl. zu verpfänden. Wann genau Kurmainz in den alleinigen Besitz von Flockenbach kam, ist nicht belegt.
Im Verlauf der für Kurmainz verhängnisvollen Mainzer Stiftsfehde 1461/62 wurde das gesamte Amt Starkenburg an Kurpfalz wiedereinlöslich verpfändet und blieb anschließend für 160 Jahre pfälzisch. Pfalzgraf Friedrich ließ sich für seine Unterstützung von Erzbischof Diether im durch die beiden Kurfürsten am 19. November 1461 geschlossenen „Weinheimer Bund“ das „Amt Starkenburg“ verpfänden, wobei Kurmainz das Recht erhielt, das Pfand für 100.000 Pfund wieder einzulösen.
Für das Jahr 1480 ist überliefert, dass die Bede an die Kellerei in Heppenheim abzuführen war.
In den Anfängen der Reformation sympathisierten die pfälzischen Herrscher offen mit dem lutherischen Glauben, aber erst unter Ottheinrich, Kurfürst von 1556 bis 1559, erfolgte der offizielle Übergang zur lutherischen Lehre. Danach wechselten seine Nachfolger und gezwungenermaßen auch die Bevölkerung mehrfach zwischen der lutherischen, reformierten und calvinistischen Religion. Als Folge der Reformation hob die Kurpfalz 1564 das Kloster Lorsch auf. Die bestehenden Rechte wie Zehnten, Grundzinsen, Gülten und Gefälle des Klosters Lorsch wurden fortan durch die „Oberschaffnerei Lorsch“ wahrgenommen und verwaltet.
Als Gericht und untergeordnete Verwaltungseinheit entwickelte sich die Zent Abtsteinach deren älteste erhalten gebliebene Beschreibung aus dem Jahr 1590 stammt, in der aber Flockenbach noch nicht genannt wurde. Im Laufe des Dreißigjährigen Krieges (1618–1648) eroberten spanische Truppen der „Katholischen Liga“ die Region und stellten damit 1623 die Kurmainzer Herrschaft wieder her. Damit musste die Bevölkerung wieder zum katholischen Glauben zurückkehren. Zwar zogen sich die spanischen Truppen nach 10 Jahren vor den anrückenden Schweden zurück, aber nach der Niederlage der Evangelischen in der Nördlingen 1634 verließen auch die Schweden die Bergstraße und mit dem Schwedisch-Französischen Krieg begann ab 1635 das blutigste Kapitel des Dreißigjährigen Krieges. Aus der Region berichten die Chronisten aus jener Zeit: „Pest und Hunger wüten im Land und dezimieren die Bevölkerung, sodass die Dörfer öfters völlig leer stehen“. Mit dem Westfälischen Frieden von 1648 wurde die Einlösung der Pfandschaft endgültig festgeschrieben.
Aus dem Jahr 1654 ist der Nachweis erhalten, dass alle „Centmänner“ Leibeigene von Kurmainz waren. Außerdem ist überliefert dass, Unter-Flockenbach aus 6½ Huben bestand. Vom Zehnten fielen in diesem Jahr 2/3 an die Kellerei zu Heppenheim und 1/3 an das Domkapitel zu Mainz.
Als es 1782 zu einer Umstrukturierung im Bereich des Kurmainzer Amtes Starkenburg kam, wurde der Bereich des Amtes in die vier untergeordnete Amtsvogteien Heppenheim, Bensheim, Lorsch und Fürth aufgeteilt und das Amt in Oberamt umbenannt. Die Zente Fürth, Mörlenbach und Abtsteinach, wo Unter-Flockenbach lag, wurden der Amtsvogtei Fürth unterstellt und musste ihre Befugnisse weitgehend abgeben. Zwar blieb die Zentordnung mit dem Zentschultheiß formal bestehen, dieser konnte jedoch nur noch die Anordnungen der übergeordneten Behörden (Oberamt Starkenburg, Unteramt Fürth) ausführen. Das „Oberamt Starkenburg“ gehörte verwaltungsmäßig zum „Unteren Erzstift“ des Kurfürstentums Mainz.

### Vom 19. Jahrhundert bis heute
Mit dem Reichsdeputationshauptschluss erhielt die Landgrafschaft Hessen-Darmstadt, als Ausgleich für verlorene rechtsrheinische Gebiete, unter anderem Teile der aufgelösten Fürstentümer Kurmainz, Kurpfalz und des Worms zugesprochen. Somit kam auch das Oberamt Starkenburg, und mit ihm Unter-Flockenbach, an Hessen-Darmstadt. Dort wurde die „Amtsvogtei Fürth“ vorerst als hessisches Amt weitergeführt, während das Oberamt Starkenburg 1805 aufgelöst wurde. Die übergeordnete Verwaltungsbehörde war der „Regierungsbezirk Darmstadt“, der ab 1803 auch als „Fürstentum Starkenburg“ bezeichnet wurde. Mit Ausführungsverordnung vom 9. Dezember 1803 wurde auch das Gerichtswesen in der Landgrafschaft neu organisiert. Für das Fürstentum Starkenburg wurde das „Hofgericht Darmstadt“ als Gericht der zweiten Instanz eingerichtet. Die Rechtsprechung der ersten Instanz wurde durch die Ämter bzw. Standesherren vorgenommen. Das Hofgericht war für normale bürgerliche Streitsachen Gericht der zweiten Instanz, für standesherrliche Familienrechtssachen und Kriminalfälle die erste Instanz. Übergeordnet war das Oberappellationsgericht Darmstadt. Damit hatten die Zente und die mit ihnen verbundenen Zentgerichte endgültig ihre Funktion eingebüßt.
Am 14. August 1806 erhob Napoleon die Landgrafschaft Hessen-Darmstadt, gegen deren Beitritt zum Rheinbund und Stellung hoher Militärkontingente an Frankreich, zum Großherzogtum.
1812 wurde das ehemals Pfälzische Oberamt Lindenfels aufgelöst und das bereits als Zentort bestehende Wald-Michelbach erhielt eine eigene Amtsvogtei, deren Amtsbereich wurde auch Unter-Flockenbach zugewiesen. Konrad Dahl berichtet 1812 in seiner Historisch-topographisch-statistische Beschreibung des Fürstenthums Lorsch, oder Kirchengeschichte des Oberrheingaues über Unter-Flockenbach als Ort der „Zent Abtsteinach“:

„Flockenbach, gleich bei dem vorigen (Trösel), heißt auch Unterflockenbach und ist ein Dorf von 8 Huben mit 13 Häusern und 112 Selen. Der dasige Mönchwald gehörte vormals dem Karmeliterklefter zu Weinheim. Den Zehenden in diesem und dem verhergehenden Orte bezieht die Kellerei Heppenheim, für den kleinen Zehenden aber erhält der Pfarrer zu Absteinach ständig 22 Maltr. Hafer jährlich.“

Zum Weiler Eichelberg, der später als „Eichelberger Höfe“ zur Gemarkung Unter-Flockenbach gehörte, schrieb Konrad Dahl:

„Eichelberg 3 Höfe, mit einem Kameral-Erbbestandsguthe, bei Gorxheim, haben ihren Namen von dem nahgelegenen Eichelberg oder Aichelberg, und ihre Entstehung einem dasigen vormaligen Bergwerk zu verdanken (G. Widder I, 333).“

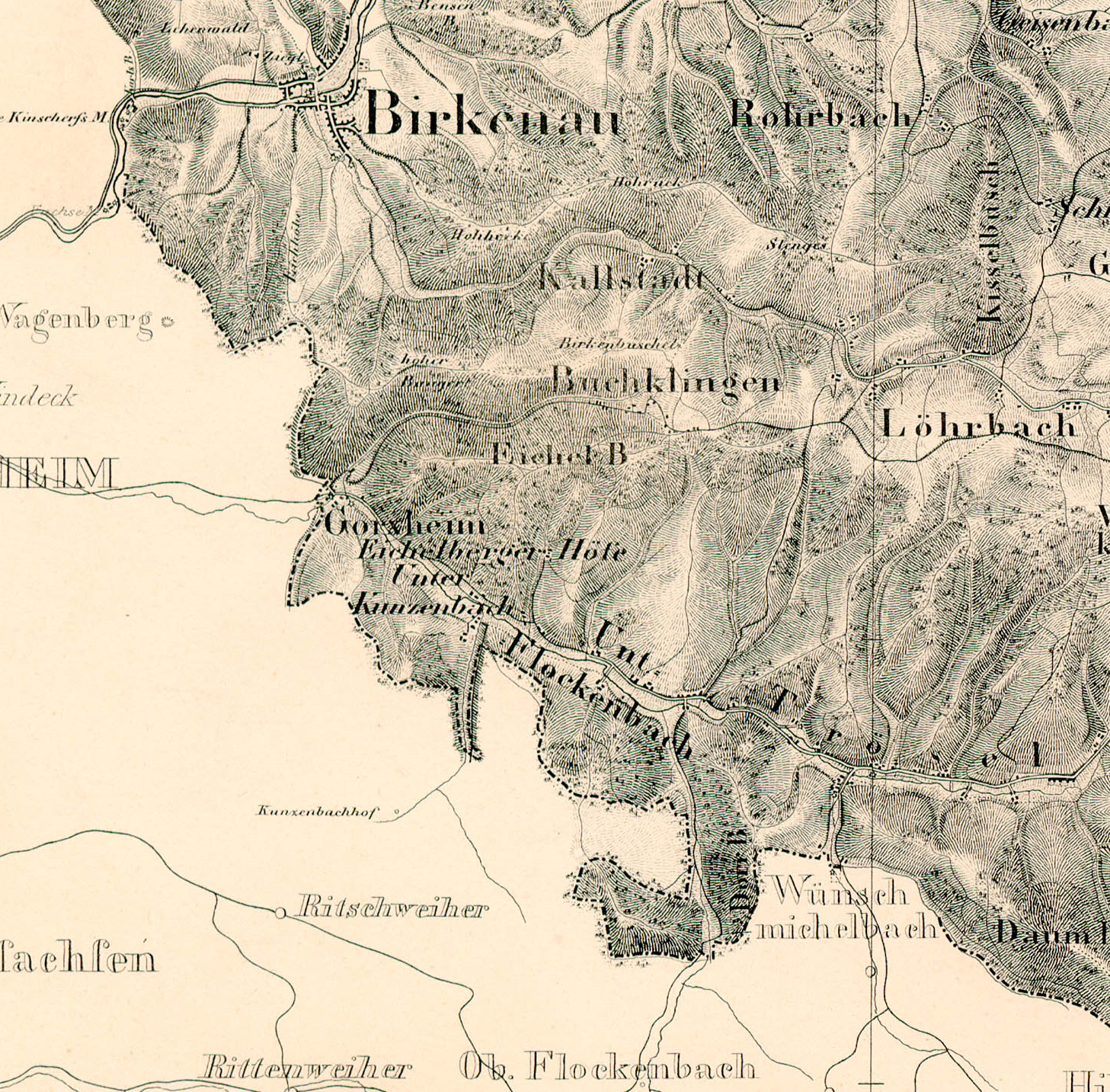
Kartenausschnitt Gorxheim, Trösel und Unter-Flockenbach mit den historischen Weilern Eichenberger Höfe und Kunzenbach aus „Großherzogtums Hessen (1823–1850) – Hirschhorn“

Im Jahre 1816 wurden im Großherzogtum Provinzen gebildet. Dabei wurde das vorher als „Fürstentum Starkenburg“ bezeichnete Gebiet, das aus den südlich des Mains gelegenen alten hessischen und den ab 1803 hinzugekommenen rechtsrheinischen Territorien bestand, in „Provinz Starkenburg“ umbenannt. 1821 wurden die Amtsvogteien in den Provinzen Starkenburg und Oberhessen aufgelöst und Landratsbezirke eingeführt, wobei Unter-Flockenbach zum Landratsbezirk Lindenfels kam. Im Rahmen dieser Reform wurden auch Landgerichte geschaffen, die jetzt unabhängig von der Verwaltung waren. Deren Gerichtsbezirke entsprachen in ihrem Umfang den Landratsbezirken. Für den Landratsbezirk Lindenfels war das Landgericht Fürth als Gericht erster Instanz zuständig. Diese Reform ordnete auch die Verwaltung auf Gemeindeebene neu. So war die Bürgermeisterei in Oberabtsteinach für Unter-Flockenbach und die Orte Buchklingen, Eichelberg (heute Eichelberger Höfe in der Gemarkung Unter-Flockenbach), Gorxheim, Kunzenbach (heute eine Siedlung in der Gemarkung Gorxheim), Löhrbach, Trösel und Unterabtsteinach zuständig. Entsprechend der Gemeindeverordnung vom 30. Juni 1821 gab es keine Einsetzungen von Schultheißen mehr, sondern einen gewählten Ortsvorstand, der sich aus Bürgermeister, Beigeordneten und Gemeinderat zusammensetzte.
Die Statistisch-topographisch-historische Beschreibung des Großherzogthums Hessen berichtete 1829 über Unter-Flockenbach:

„Flockenbach (L. Bez. Lindenfels) kath. Filialdorf, auch Unterstockenbach; liegt 4 St. von Lindenfels, hat 19 Häuser und 170 kath. Einw. Der dasige Mönchwald gehörte vormals dem Karmeliterkloster zu Weinheim. Der Ort kam 1802 von Mainz an Hessen.“

Auch der Weiler Eichelberg („Eichelberger Höfe“) hatte dort seinen eigenen Eintrag:

„Eichelberg (L. Bez. Lindenfels) Weiler, hat 7 Häuser und 52 kath. Einw. und besteht aus mehreren bei Gorxheim gelegenen Höfen, die ihren Namen von dem nahgelegenen Eichel- oder Aichelberg haben und ihre Entstehung einem dasigen vormaligen Bergwerke verdanken. Sie gehören in die Gemarkung von Flockenbach. Eichelberg kam 1802 von Mainz an Hessen.“

1832 wurden Kreise geschaffen. Nach der am 20. August 1832 bekanntgegebenen Neugliederung sollte es in Süd-Starkenburg künftig nur noch die Kreise Bensheim und Lindenfels geben; der Landratsbezirk von Heppenheim sollte an den Kreis Bensheim fallen. Noch vor dem Inkrafttreten der Verordnung zum 15. Oktober 1832 wurde diese aber dahingehend revidiert, dass statt des Kreises Lindenfels neben dem Kreis Bensheim der Kreis Heppenheim als zweiter Kreis gebildet wurde, zu dem nunmehr Unter-Flockenbach gehörte.
Im Neuestes und gründlichstes alphabetisches Lexicon der sämmtlichen Ortschaften der deutschen Bundesstaaten von 1845 findet sich folgender Eintrag:

„Flockenbach b. Lindenfels. – Dorf, zur evangel. Pfarre Birkenau und katholischen Pfarre Abtsteinach gehörig. – 19 H. 17 kathol. E. – Großherzogth.
Hessen. – Provinz Starkenburg. – Kreis Heppenheim. – Landger. Fürth. – Hofgericht Darmstadt. – Das Dorf Flockenbach, auch Unter-Flockenbach genannt, ist im J. 1802 von Mainz an Hessen gekommen.“

Infolge der Märzrevolution 1848 wurden die Kreise und die Landratsbezirke am 31. Juli 1848 abgeschafft und durch „Regierungsbezirke“ ersetzt, wobei die bisherigen Kreise Bensheim und Heppenheim zum Regierungsbezirk Heppenheim vereinigt wurden. Bereits vier Jahre später  kehrte man aber zur Einteilung in Kreise zurück und Unter-Flockenbach kam zum neu geschaffenen Kreises Lindenfels.
Die im Dezember 1852 aufgenommenen Bevölkerungs- und Katasterlisten ergaben für Unter-Flockenbach: Katholisches Filialdorf mit 237 Einwohnern. Zu ihm gehört der Weiler Eichelberg, dem von nahen Eichelberg seinen Namen hat und aus mehreren bei Gorxheim gelegenen Höfen besteht. Die Gemarkung besteht aus 1175 Morgen, davon 609 Morgen Ackerland, 160 Morgen Wiesen und 386 Morgen Wald.
In den Statistiken des Großherzogtums Hessen werden, bezogen auf Dezember 1867, für das Filialdorf Unter-Flockenbach der Bürgermeisterei in Gorxheim, 15 Häuser, 227 Einwohner, der Kreis Lindenfels, das Landgericht Wald-Michelbach, die evangelische Pfarrei Birkenau mit dem Dekanat in Lindenfels und die katholische Pfarrei Ober-Abtsteinach des Dekanats Heppenheim, angegeben. Zur Gemarkung gehörten die Eicherberger Höfe (8 Häuser, 58 Einw.).
Nachdem das Großherzogtum Hessen 1871 Teil des Deutschen Reiches geworden war, wurde 1874 eine Anzahl von Verwaltungsreformen beschlossen. So wurden die landesständige Geschäftsordnung sowie die Verwaltung der Kreise und Provinzen durch Kreis- und Provinzialtage geregelt. Die Neuregelung trat am 12. Juli 1874 in Kraft und verfügte auch die Auflösung der Kreise Lindenfels und Wimpfen und die Wiedereingliederung Unter-Flockenbachs in den Kreis Heppenheim.
Im Jahr 1927 wurde Gemarkungsgröße mit 293,8 ha angegeben.
Die Provinzen Starkenburg, Rheinhessen und Oberhessen wurden 1937 nach der 1936 erfolgten Auflösung der Provinzial- und Kreistage aufgehoben. Zum 1. November 1938 trat dann eine umfassende Gebietsreform auf Kreisebene in Kraft. In der ehemaligen Provinz Starkenburg wurde der Kreis Bensheim aufgelöst und zum größten Teil dem Kreis Heppenheim zugeschlagen. Der Kreis Heppenheim übernahm auch die Rechtsnachfolge des Kreises Bensheim und erhielt den neuen Namen Landkreis Bergstraße.
Wie die Einwohnerzahlen von 1939 bis 1950 zeigen, nahm auch Unter-Flockenbach nach dem Zweiten Weltkrieg viele Flüchtlinge und Vertriebene aus den ehemaligen deutschen Ostgebieten auf.
Im Jahr 1961 wurde die Gemarkungsgröße mit 294 ha angegeben, davon waren 113 ha Wald.
Hessische Gebietsreform (1970–1977)
Zum 31. Dezember 1970 erfolgte im Zuge der Gebietsreform in Hessen der freiwillige Zusammenschluss von Unter-Flockenbach und Gorxheim zur Gemeinde Grundelbachtal. Zum 31. Dezember 1971 erfolgte dann die Gründung der Gemeinde Gorxheimertal aus Grundelbachtal und der Gemeinde Trösel mit den Ortsteilen Gorxheim, Unter-Flockenbach und Trösel. Der erste Bürgermeister war Adam Flößer. Ortsbezirke wurden nicht gebildet.  Das Gemeindewappen der ehemaligen Gemeinde Trösel wurde auf die Gemeinde Gorxheimertal übertragen.
Nach dem Zusammenschluss der drei Orte zur Gemeinde Gorxheimertal berichtet die Dorfchronik:
- 1975 – Fertigstellung Feuerwehrhaus Unter-Flockenbach
- 1995 – 100 Jahre Freiwillige Feuerwehr Unter-Flockenbach
- 2002 – 100 Jahre „Altes Schulhaus“ Unter-Flockenbach
- 2012 – 1000 Jahre Flockenbach, 40 Jahre Gemeinde Gorxheimertal

### Gerichte in Hessen
In der Landgrafschaft Hessen-Darmstadt wurde mit Ausführungsverordnung vom 9. Dezember 1803 das Gerichtswesen neu organisiert. Für das Fürstentum Starkenburg wurde das „Hofgericht Darmstadt“ als Gericht der zweiten Instanz eingerichtet. Die Rechtsprechung der ersten Instanz wurde durch die Ämter bzw. Standesherren vorgenommen. Für Unter-Flockenbach war damit das Amt Fürth zuständig. Ab 1813 war dann das neu gebildete Justizamt in Fürth die erste Instanz. Das Hofgericht war für normale bürgerliche Streitsachen Gericht der zweiten Instanz, für standesherrliche Familienrechtssachen und Kriminalfälle die erste Instanz. Übergeordnet war das Oberappellationsgericht Darmstadt.
Mit Einrichtung der Landgerichte im Großherzogtum Hessen war ab 1821 das Landgericht Fürth das Gericht erster Instanz. 1853 wurde daraus ein neuer Landgerichtsbezirk ausgegliedert, das Landgericht Waldmichelbach, zu dem auch Unter-Flockenbach gehörte.
Anlässlich der Einführung des Gerichtsverfassungsgesetzes mit Wirkung vom 1. Oktober 1879, infolge derer die bisherigen großherzoglich hessischen Landgerichte durch Amtsgerichte an gleicher Stelle ersetzt wurden, während die neu geschaffenen Landgerichte nun als Obergerichte fungierten, wurde das Amtsgericht Wald-Michelbach im Bezirk des Landgerichts Darmstadt zuständig.
1943 wurde der Amtsgerichtsbezirk Wald-Michelbach kriegsbedingt vorübergehend aufgelöst, dem Amtsgericht Fürth zugeordnet und dort als Zweigstelle geführt, was nach dem Krieg wieder rückgängig gemacht wurde. Zum 1. Juli 1968 wurde dann das Amtsgericht Wald-Michelbach aufgelöst, womit Unter-Flockenbach endgültig in die Zuständigkeit des Amtsgerichts Fürth kam.

### Verwaltungsgeschichte im Überblick
Die folgende Liste zeigt die Staaten und Verwaltungseinheiten, denen Unter-Flockenbach angehört(e):
- vor 1782: Heiliges Römisches Reich, Kurfürstentum Mainz, Amt Starkenburg (1461–1650 an Kurpfalz verpfändet), Zent Abtsteinach
- ab 1782: Heiliges Römisches Reich, Kurfürstentum Mainz, Oberamt Starkenburg, Amtsvogtei Fürth
- ab 1803: Heiliges Römisches Reich, Landgrafschaft Hessen-Darmstadt,[Anm. 2] Fürstentum Starkenburg, Amt Fürth
- ab 1806: Großherzogtum Hessen,[Anm. 3] Fürstentum Starkenburg, Amt Fürth[30]
- ab 1812: Großherzogtum Hessen, Fürstentum Starkenburg, Amt Waldmichelbach
- ab 1815: Großherzogtum Hessen[Anm. 4], Provinz Starkenburg, Amt Waldmichelbach
- ab 1821: Großherzogtum Hessen, Provinz Starkenburg, Landratsbezirk Lindenfels[Anm. 5]
- ab 1832: Großherzogtum Hessen, Provinz Starkenburg, Kreis Heppenheim
- ab 1848: Großherzogtum Hessen, Regierungsbezirk Heppenheim
- ab 1852: Großherzogtum Hessen, Provinz Starkenburg, Kreis Lindenfels
- ab 1867: Großherzogtum Hessen, Provinz Starkenburg, Kreis Heppenheim
- ab 1871: Deutsches Reich,[Anm. 6] Großherzogtum Hessen, Provinz Starkenburg, Kreis Heppenheim
- ab 1918: Deutsches Reich, Volksstaat Hessen,[Anm. 7] Provinz Starkenburg, Kreis Heppenheim
- ab 1938: Deutsches Reich, Volksstaat Hessen, Landkreis Bergstraße[31][Anm. 8]
- ab 1945: Deutsches Reich, Amerikanische Besatzungszone,[Anm. 9] Groß-Hessen, Regierungsbezirk Darmstadt, Landkreis Bergstraße
- ab 1946: Deutsches Reich, Amerikanische Besatzungszone, Land Hessen, Regierungsbezirk Darmstadt, Landkreis Bergstraße
- ab 1949: Bundesrepublik Deutschland, Land Hessen, Regierungsbezirk Darmstadt, Landkreis Bergstraße
- ab 1971: Bundesrepublik Deutschland, Land Hessen, Regierungsbezirk Darmstadt, Landkreis Bergstraße, Gemeinde Grundelbachtal[Anm. 10]
- ab 1972: Bundesrepublik Deutschland, Land Hessen, Regierungsbezirk Darmstadt, Landkreis Bergstraße, Gemeinde Gorxheimertal[Anm. 11]

## Bevölkerung

### Einwohnerstruktur 2011
Nach den Erhebungen des Zensus 2011 lebten am Stichtag dem 9. Mai 2011 in Unter-Flockenbach 1614 Einwohner. Darunter waren 144 (8,9 %) Ausländer. Nach dem Lebensalter waren 213 Einwohner unter 18 Jahren, 653 zwischen 18 und 49, 387 zwischen 50 und 64 und 366 Einwohner waren älter. Die Einwohner lebten in 735 Haushalten. Davon waren 207 Singlehaushalte, 243 Paare ohne Kinder und 255 Paare mit Kindern, sowie 51 Alleinerziehende und 9 Wohngemeinschaften. In 165 Haushalten lebten ausschließlich Senioren und in 471 Haushaltungen lebten keine Senioren.

### Einwohnerentwicklung
| • 1806: | 115 Einwohner, 12 Häuser           |
| • 1812: | 112 Seelen, 8 Huben mit 13 Häusern |
| • 1829: | 170 Einwohner, 19 Häuser           |
| • 1867: | 285 Einwohner, 33 Häuser           |

| Unter-Flockenbach: Einwohnerzahlen von 1829 bis 2011 | Unter-Flockenbach: Einwohnerzahlen von 1829 bis 2011 | Unter-Flockenbach: Einwohnerzahlen von 1829 bis 2011 | Unter-Flockenbach: Einwohnerzahlen von 1829 bis 2011 | Unter-Flockenbach: Einwohnerzahlen von 1829 bis 2011 |
| --- | ---------------------------------------------------- | ---------------------------------------------------- | ---------------------------------------------------- | ---------------------------------------------------- |
| Jahr |                                                      |                                                      |                                                      | Einwohner                                            |
| 1829 | 1829                                                 |                                                      | 170                                                  | 170                                                  |
| 1834 | 1834                                                 |                                                      | 255                                                  | 255                                                  |
| 1840 | 1840                                                 |                                                      | 241                                                  | 241                                                  |
| 1846 | 1846                                                 |                                                      | 250                                                  | 250                                                  |
| 1852 | 1852                                                 |                                                      | 237                                                  | 237                                                  |
| 1858 | 1858                                                 |                                                      | 268                                                  | 268                                                  |
| 1864 | 1864                                                 |                                                      | 276                                                  | 276                                                  |
| 1871 | 1871                                                 |                                                      | 320                                                  | 320                                                  |
| 1875 | 1875                                                 |                                                      | 332                                                  | 332                                                  |
| 1885 | 1885                                                 |                                                      | 324                                                  | 324                                                  |
| 1895 | 1895                                                 |                                                      | 366                                                  | 366                                                  |
| 1905 | 1905                                                 |                                                      | 532                                                  | 532                                                  |
| 1910 | 1910                                                 |                                                      | 599                                                  | 599                                                  |
| 1925 | 1925                                                 |                                                      | 617                                                  | 617                                                  |
| 1939 | 1939                                                 |                                                      | 700                                                  | 700                                                  |
| 1946 | 1946                                                 |                                                      | 953                                                  | 953                                                  |
| 1950 | 1950                                                 |                                                      | 961                                                  | 961                                                  |
| 1956 | 1956                                                 |                                                      | 1.025                                                | 1.025                                                |
| 1961 | 1961                                                 |                                                      | 1.110                                                | 1.110                                                |
| 1967 | 1967                                                 |                                                      | 1.228                                                | 1.228                                                |
| 1970 | 1970                                                 |                                                      | 1.353                                                | 1.353                                                |
| 1980 | 1980                                                 |                                                      | ?                                                    | ?                                                    |
| 1990 | 1990                                                 |                                                      | ?                                                    | ?                                                    |
| 2000 | 2000                                                 |                                                      | ?                                                    | ?                                                    |
| 2011 | 2011                                                 |                                                      | 1.614                                                | 1.614                                                |
| Datenquelle: Historisches Gemeindeverzeichnis für Hessen: Die Bevölkerung der Gemeinden 1834 bis 1967. Wiesbaden: Hessisches Statistisches Landesamt, 1968. Weitere Quellen: ; Zensus 2011 |                                                      |                                                      |                                                      |                                                      |

### Historische Religionszugehörigkeit
| • 1829: | 170 katholische (= 100 %) Einwohner                                   |
| • 1961: | 106 evangelische (= 9,55 %) und 993 (= 89,46 %) katholische Einwohner |

## Sport
Der SV Unter-Flockenbach stieg 2022 und 2024 jeweils aus der Verbandsliga Hessen-Süd in die fünftklassige Hessenliga auf. Es folgte jeweils der direkte Wiederabstieg. Der Verein trägt seine Heimspiele auf dem Sportplatz Am Wetzelsberg aus.

## Verkehr
Für den Straßenverkehr ist Unter-Flockenbach durch die Landesstraße L 3257 erschlossen, die in West-Ost-Richtung von Weinheim kommend alle Ortsteile von Gorxheimertal verbindet und weiter nach Unter-Abtsteinach führt.